# Ilybius satunini
Ilybius satunini là một loài bọ cánh cứng trong họ Bọ nước. Loài này được Zaitzev miêu tả khoa học năm 1913.